# Gasteropelecus maculatus
Gasteropelecus maculatus är en fiskart som beskrevs av Steindachner, 1879. Gasteropelecus maculatus ingår i släktet Gasteropelecus och familjen Gasteropelecidae. Inga underarter finns listade i Catalogue of Life.